# Глазунов, Иван Ильич (художник)
Ива́н Ильи́ч Глазуно́в (род. 13 октября 1969, Москва) — российский художник-живописец, Народный художник Российской Федерации (2020), Член Президиума РАХ, ректор Российской академии живописи, ваяния и зодчества Ильи Глазунова, кандидат искусствоведческих наук, профессор, заведующий кафедрой исторической живописи РАЖВиЗ Ильи Глазунова.

## Биография
Родился 13 октября 1969 года в Москве. Отец — Глазунов Илья Сергеевич (1930—2017), художник. Мать — Виноградова-Бенуа Нина Александровна (1936—1986), художник.
В 1988—1994 гг. учился в МГАХИ им. В. И. Сурикова, в мастерской портрета профессора И. С. Глазунова.
В 1994—1996 гг. был ассистентом-стажером в Российской академии живописи, ваяния и зодчества, затем стал преподавателем академии.
1996—1999 гг. — доцент, заведующий кафедрой композиции Российской академии живописи, ваяния и зодчества.
С 1997 года до сего времени руководит мастерской исторической живописи.
С 1996 года является членом профессионального творческого Союза художников России (Международной Федерации художников).
В 1998 году получил звание заслуженного художника РФ.
В 1999 году получил звание профессора.
С 2001 г. возглавляет группу художников РАЖВиЗ, которые по его авторским эскизам выполняют росписи храма Успения Богородицы в г. Верхняя Пышма под Екатеринбургом.
С 2007 года является действительным членом (академиком) Российской академии художеств.
Октябрь 2008 г. Венеция, Италия — авторский выставочный проект «Россия в традиции», включающий в себя персональную выставку художника, концерты фортепианной и древнерусской духовной музыки, конференцию в университете Ca’Foscari (Венеция), посвящённую месту традиции в современной русской культуре.
Май-октябрь 2009 г. в Москве в Московском государственном объединённом музее-заповеднике Коломенском состоялась персональная выставка «НЕсовременное искусство». Живопись, а также русский старинный костюм и предметы быта XVII—XVIII веков из собрания художника.
Июнь — октябрь 2010 г. Вологда. Государственная картинная галерея — персональная выставка художника «Спаси и сохрани» в выставочном зале Вологодской Государственной картинной галереи. Живопись, а также русский старинный костюм и предметы быта XVII—XVIII веков из собрания художника.
2013 — Художественный руководитель выставочного проекта «Романовский юбилей» к 400-летию Дома Романовых. Проект включает в себя художественные выставки, научные конференции, концерты, юбилейные издания, сувенирную продукцию и так далее.
С 2019 года — ректор федерального государственного бюджетного образовательного учреждения высшего образования «Российская академия живописи, ваяния и зодчества Ильи Глазунова».
8 июня 2020 года указом Президента за большие заслуги в области изобразительного искусства присвоено почётное звание Народный художник Российской Федерации.
Знаток и коллекционер русской старины, народного костюма.
Автор статей на тему русского декоративно-прикладного искусства, истории русского костюма.
С 1991 года и по сей день художник путешествует по Русскому северу, изучая его традиции, народное искусство. Эта тема часто присутствует в живописи художника.
С 2021 года является членом Попечительского совета Премии Центрального федерального округа в области литературы и искусства.
Круг научных и исторических интересов Ивана Глазунова сосредоточен на декоративно-прикладном искусстве и живописи XVII века.
Живописными работами И. И. Глазунова часто иллюстрируются статьи и альбомы по русской истории и культуре.
01.07.2022 вышла в обращение марка, оформленная художником АО «Марка» О.Н. Савиной, с картиной Народного художника РФ Глазунова Ивана Ильича, «Середина лета», написанная в 2010 году.

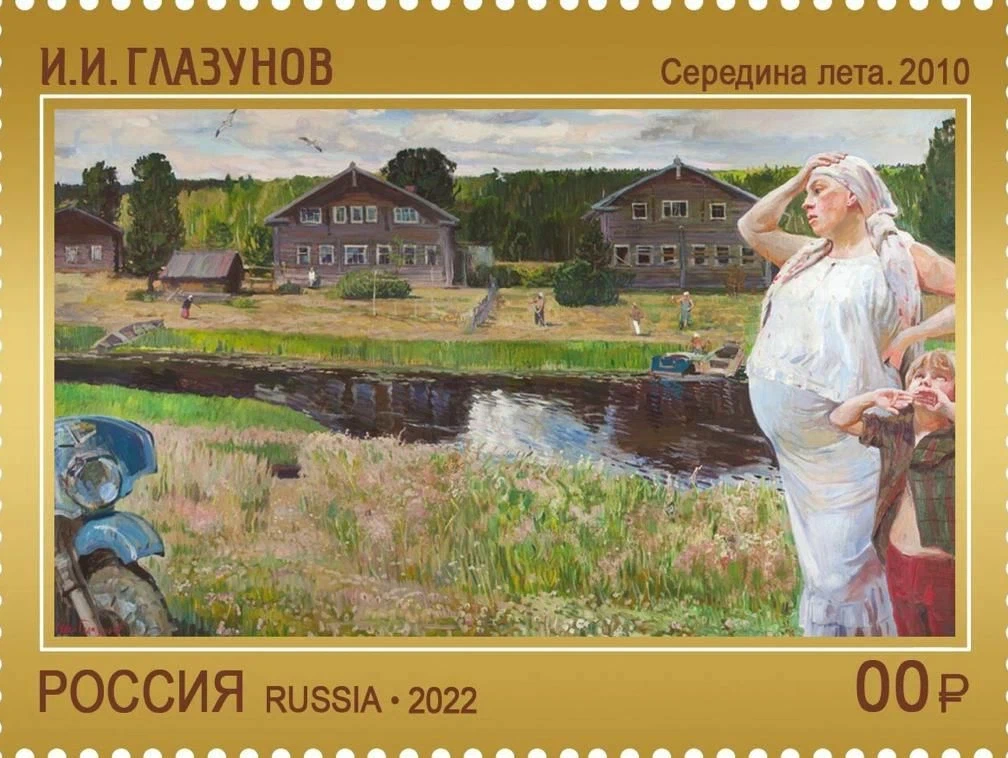
Марка с картиной Народного художника РФ Глазунова Ивана Ильича, «Середина лета», написанная в 2010 году.

## Семья
Супруга — Юлия Александровна Глазунова, актриса, режиссёр-документалист, продюсер.
Четверо детей: Ольга Ивановна Глазунова, Глафира Ивановна Глазунова, Федор Иванович Глазунов, Марфа Ивановна Глазунова  
Сестра — Вера Ильинична Глазунова  (род. 1973) художник - живописец, ювелир,  выпускница факультета живописи РАЖВиЗ Ильи Глазунова.

## Творчество
Живопись:
«Распни его!» (1994)
Серия живописных работ на тему Русского севера (портреты, пейзажи, исторические картины, этюды) (с 1991)
«Пермогорский берег Двины» (1996)
«Семейный портрет» (2003)
«Пинежский лес. Обетный крест» (2003)
Серия женских портретов в русских костюмах (2000-е)
Серия «Древние врата» (с 2005)
«Великая княгиня Евдокия в подтверждение своей благочестивой жизни открывает перед сыновьями своё изможденное постом тело» (2005)
«Зеркало» (2005)
«Песнь Сирина» (2008)
«Песнь Алконоста» (2008)
«Середина лета» (2010)
«Портрет царя Михаила Федоровича Романова» (2013)
портреты, пейзажиСтенопись и убранство церквей, иконы:
2001 — Художественный руководитель росписей храма Успения Пресвятой Богородицы. Екатеринбург, Верхняя Пышма.
2003 — Участие в росписи храма Юлии Анкирской. Московская область, Солнечногорск, с. Лопотово.
2005 — Автор проекта иконостаса Смоленского скита Валаамского монастыря.
2005 — Работа над иконостасом и иконами в монастыре Святых Царственных Страстотерпцев (в урочище Ганина Яма). Храм в честь иконы Божьей Матери «Державная». Урал.
2010 — Художественный руководитель росписей церкви св. Александра Невского, построенной попечительством А. А. Козицына («УГМК»). Екатеринбург, Верхняя Пышма.
2013 — Автор и исполнитель внутреннего убранства и росписей храма «Малое Вознесение» в Москве.
2013 — Автор эскизов росписей Александро-Невского собора (Краснодар), разрушенного в 1932 году и восстановленного в наше время.Работа над интерьерами:
1997—1999 — работает над убранством интерьеров Большого Кремлёвского дворца: пишет восемнадцать портретов царей-воителей для аванзала, эскизы интерьеров, мебели, лепнины, зеркал, люстр и стенных панелей, декоративные барельефы «Слава русского оружия».
2009—2010 г. Москва. Главный художник интерьеров воссозданного в Коломенском деревянного дворца Алексея Михайловича: работа над эскизами и художественное руководство над воссозданием интерьеров дворца.
2012 г. — автор воссозданных интерьеров парадного входа и вестибюля в здании Министерства культуры РФ в Малом Гнездниковском переулке (бывшая московская усадьба постройки XVIII—XIX вв.).
2021 г. — под художественным руководством И. И. Глазунова в 2021 году выполнены реставрационные работы на Крутицком надвратном тереме и соборной церкви Успения Пресвятой Богородицы, выдающегося памятника гражданского строительства периода раннего русского барокко XVII века.
Интерьер частного жилого пространства.
Выставки:
Гамбург, Галерея Винтер (1990);
«Новые имена русского реализма», Манеж, С.-Петербург (1995);
«Новые имена русского реализма», Самара (1996);
Рождественская выставка в Русской Галерее в Таллинне (2002);
Выставка исторических картин «Тысячелетняя Россия: образы жизни»;
Всероссийский музей декоративно — прикладного искусства, Москва (2003);
«Россия, Русь, храни себя, храни», г. Череповец, (2003);
«Выставка Московских художников», Манеж, С.-Петербург, (2005);
Выставка, посвященная 20-летию основания Российской Академии живописи, ваяния и зодчества, ЦВЗ «Манеж»,Москва (2007);
«250 лет Российской Академии Художеств», ЦВЗ «Манеж», Москва (2007);
«Свет Миру», ЦВЗ «Манеж», Москва (2007);
«Московская семья», ЦВЗ «Манеж», Москва (2008);
«Россия в традиции», «La Russia dalla contemporaneita alla tradizione», Выставочный зал Schola dell’Arte dei Tiraoro e Battioro, Венеция (2008);
«НЕсовременное искусство», Московский государственный объединённый музей-заповедник Коломенское, Москва (2009);
«Спаси и сохрани. Спасти и сохранить. Спастись и сохраниться», Выставочный зал Вологодской Государственной картинной галереи, Вологда (2010);
Художественный руководитель выставочного проекта «Романовский юбилей» к 400-летию Дома Романовых, Романовский музей, Кострома (2013)
«Своды, образы и лики», Звенигородский музей-заповедник, Звенигород (2023)
Художественные монографии:
Иван Глазунов. Новые имена русского реализма. — М.: Изобразительное искусство, 1995.
Мастера живописи. Иван Глазунов. — М.: Белый город, 2007.
Ivan Glazunov. La Russia dalla contemporaneita alla tradizione. — М.: Северный паломник, 2008.

## Общественная деятельность
2000—2010 гг. — реализация проекта по спасению и реставрации уникального памятника деревянного зодчества XVII века (церковь Георгия Победоносца из Верхнетоемского района Архангельской области); перенос храма в музей-заповедник «Коломенское» (Москва).
С 2011 года является членом фонда «Поддержка памятников деревянного зодчества».
С 2021 член попечительского совета Государственного мемориального историко-художественного и природного музея-заповедника В. Д. Поленова.

## Награды и звания
- Медаль ордена «За заслуги перед Отечеством» II степени (13 декабря 2011) - за большие заслуги в развитии отечественной культуры и искусства, многолетнюю плодотворную деятельность[5]
- Народный художник Российской Федерации (2020)[6]
- Заслуженный художник Российской Федерации (1998)[7]
- Награждён медалью св. преподобного Сергия Радонежского (2002)
- Лауреат национальной премии «Человек года» (2007)
- Награждён международной премией Bronzi di Riace («Воины из Риаче») «За развитие отношений в сфере искусства между Италией и Россией, за активную общественную деятельность и весомый вклад в сохранение культурного наследия, за многолетнюю работу по воспитанию нового поколения художников и поддержку молодых талантов, за сохранение классической традиции в современном академическом образовании, за самоотдачу и безграничную преданность делу» (2020 год)
- Награждён Золотой медалью имени А. А. Иванова «За выдающийся вклад в изобразительное искусство». В рамках XI МЕЖДУНАРОДНОГО СЛАВЯНСКОГО ФОРУМА ИСКУССТВ и XVIII МЕЖДУНАРОДНОГО ТЕАТРАЛЬНОГО ФОРУМА «ЗОЛОТОЙ ВИТЯЗЬ». (МОСКВА, 2020).